# Der Silberkönig, 3. Teil - Claim 36
Der Silberkönig, 3. Teil - Claim 36 è un film muto del 1921 prodotto e diretto da Erik Lund

## Produzione
Il film fu prodotto dalla Ring-Film GmbH (Berlin) e dalla Delta-Film GmbH (Berlin).

## Distribuzione
Il visto di censura porta la data del 2 settembre 1921. Il film venne presentato in prima a Berlino pochi giorni dopo, il 7 settembre.